# Cameron Crowe

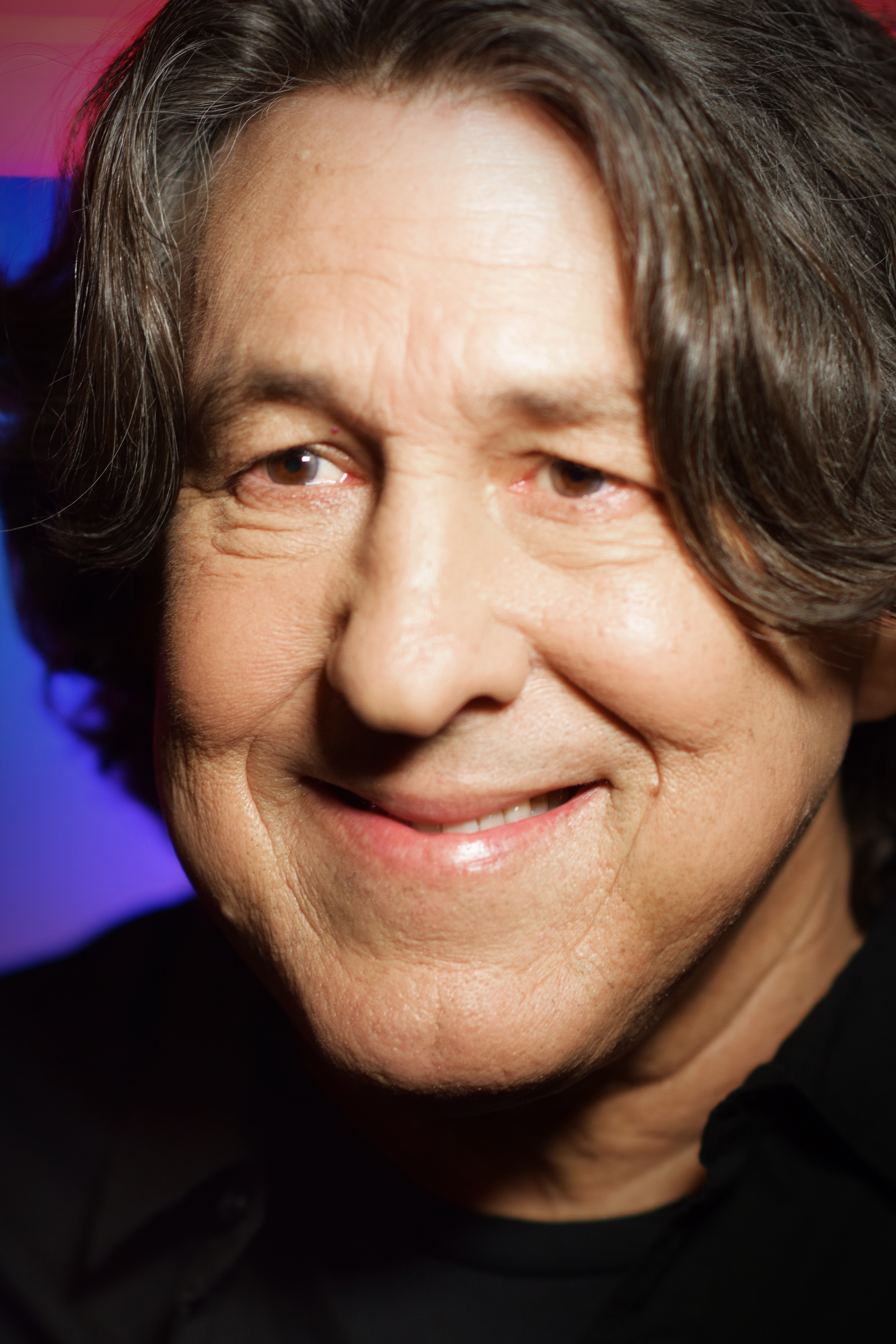
Cameron Crowe (2022)

Cameron Crowe (* 13. Juli 1957 in Palm Springs, Kalifornien) ist ein US-amerikanischer Regisseur, Drehbuchautor und Schauspieler.
Crowe schrieb Artikel für Musikzeitschriften seit dem Alter von 15 Jahren. Unter anderem begleitete er in dieser Funktion die Allman Brothers auf einer US-Tournee. Später wurde er Redakteur beim Rolling Stone. Nach seiner Zeit als Musikredakteur schrieb er mehrere Drehbücher und drehte schließlich als Regisseur selbst Filme.
Seine Jugendzeit hat er im Film Almost Famous – Fast berühmt thematisiert. Der Charakter des 15-jährigen William Miller entspricht dem jungen Cameron Crowe, die fiktive Band Stillwater enthält Elemente diverser Bands, die Crowe auf Tourneen begleitete.
Seine College-Erlebnisse inspirierten ihn zum Roman Fast Times at Ridgemont High, den er zum Drehbuch des gleichnamigen Films umbaute (deutscher Titel: Ich glaub’, ich steh’ im Wald.)
Für Jerry Maguire war er zweimal für den Oscar und den Golden Globe sowie für den Europäischen Filmpreis als „Bester nicht-europäischer Film“ nominiert. Zahlreiche weitere Nominierungen und Auszeichnungen gewann er für Almost Famous – Fast berühmt. So konnte er den Oscar für das „Beste Drehbuch“ entgegennehmen.

## Leben und Wirken
Cameron Crowe wurde am 13. Juli 1957 in Palm Springs, Kalifornien, geboren, wuchs jedoch etwas weiter südlich in San Diego an der Pazifikküste auf, wo seine Mutter am örtlichen College als Dozentin für Soziologie und englische Literatur tätig war. Sein Vater James war Grundstücksmakler. Crowe hat eine ältere Schwester, Cindy.
Camerons liberale Mutter, die bereits früh das große Potential erkannte, das in ihrem wissbegierigen Sohn schlummerte, unterstützte und motivierte ihn fortwährend, so dass er bereits ein Jahr früher eingeschult wurde. Ein weiteres Jahr Schule übersprang Crowe, weil er sich nach einem Schulwechsel in die falsche Klasse setzte und der Irrtum erst auffiel, als er sich bereits zurechtgefunden hatte. Als er danach zur Highschool wechselte, war er deutlich jünger als seine Mitschüler, was ihn jedoch als Kind inmitten pubertierender Jugendlicher schnell zu einem Außenseiter werden ließ. Hinzu kam erschwerend, dass Crowe, der unter einer Nierenkrankheit litt, häufig krank war und somit im sonst sonnengebräunten Südkalifornien durch seine ungewöhnliche Blässe auffiel.
Seine Eltern, vor allem seine Mutter Alice, waren überaus besorgt um ihre Kinder und vertraten in diesem Zusammenhang eine strikt ablehnende Haltung gegenüber Rock-’n’-Roll-Musik. Dies geschah vor allem sehr zum Missfallen von Cindy, die von rebellischerer Natur als ihr Bruder war und sich daher immer wieder gegen die Bevormundung durch ihre Mutter auflehnte, indem sie offen mit ihr stritt oder heimlich Platten ins Haus schmuggelte, die sie dann unter ihrem Bett versteckte. Auch der friedliebende junge Cameron, der ständig zwischen Mutter und Schwester zu vermitteln versuchte, konnte letztendlich nicht verhindern, dass sich das Mutter-Tochter-Verhältnis mit der Zeit so weit verschlechterte, dass Cindy gleich nach ihrem High-School-Abschluss von zu Hause auszog. Als Abschiedsgeschenk hinterließ sie ihrem Bruder, der ihr immer recht nahegestanden hatte, ihre gesamte Plattensammlung, mit der auch Crowe den Rock ’n’ Roll für sich entdeckte. Seine Begeisterung für den Rock wuchs schnell, lediglich gedämpft durch die ablehnende Haltung seiner Mutter gegenüber seinem neuen Interesse, die ihm den Besuch seines ersten Konzertes, Iron Butterfly, erst erlaubte, nachdem er die Karten bereits bei einem örtlichen Radiosender gewonnen hatte.
Als eine Art Ausgleich für seine mangelnden sozialen Kontakte zu Gleichaltrigen bzw. Mitschülern begann Cameron für die Schülerzeitung zu schreiben. Im Alter von 13 Jahren steuerte er Rockkritiken zu einem Untergrundblatt, dem San Diego Door, bei, auf das ihn seine Schwester Cindy aufmerksam gemacht hatte. Ein Bericht über ein Yes- und Black-Sabbath-Konzert in der San Diego Sport Arena für diese Zeitung wurde zu seinem ersten Backstageerlebnis.
Seine regelmäßigen High-School-Aktivitäten umfassten inzwischen den Debattierclub sowie die Arbeit an der alternativen Campuszeitung Common Sense. Über den San Diego Door hatte Crowe auch den Rock-Kritiker Lester Bangs kennengelernt, der allerdings den San Diego Door verlassen hatte, um Redakteur des nationalen Rockmagazins Creem zu werden. Nach längerer Korrespondenz mit Bangs, dem Crowe seine Kritiken zur Ansicht schickte, erschienen seine Artikel letztendlich auch in Creem und Bangs wurde zu einer Art Idol und Mentor für ihn. Nach Artikeln für Creem folgten weitere Artikel für Penthouse, Playboy, Crawdaddy, Music World, Circus und auch für die Los Angeles Times.
1972 beendete Cameron bereits mit 15 Jahren die High School und knüpfte noch im selben Jahr während eines Ausflugs nach Los Angeles Kontakt zu Ben Fong-Torres, dem Herausgeber des Rolling Stone, bei dem er wenig später ebenfalls zum festen Mitarbeiter wurde. Auf seinem Weg vom einfachen Mitwirkenden zum stellvertretenden Redakteur interviewte Crowe einflussreiche Musikgrößen wie Bob Dylan, David Bowie, Neil Young, The Who, Eric Clapton und die Mitglieder von Led Zeppelin. Mit 16 Jahren ging er zum ersten Mal mit einer Band, den Allman Brothers, auf Tour, nachdem er nur zögerlich aus der Obhut seiner Mutter entlassen worden war. Sein Kontakt zur Band bzw. Gregg Allman kam nur zögerlich zustande, da dieser ihn anfangs für den „Feind“, einen verdeckten Ermittler des FBI, hielt.
Mit etwa 18 Jahren jedoch ließ Crowes Begeisterung für eine Karriere im Rockjournalismus langsam nach und er begann eine Reihe von Artikeln über zeitgenössisches Jugendleben für den Rolling Stone zu schreiben. Als dann das Rolling Stone Magazine 1979 mit seinen Büros von der Westküste nach New York zog, entschied er sich zwar zurückzubleiben und damit seinen festen Posten beim Rolling Stone aufzugeben, dort aber weiterhin als freier Mitarbeiter tätig zu bleiben. In der nachfolgenden Zeit galt sein Hauptaugenmerk einem Buch über aufwachsende Teenager in den späten 70ern, das thematisch eine Fortsetzung seiner Artikelserien für den Rolling Stone war. Aus diesem Grund kehrte er bereits 1979 im Alter von inzwischen 22 Jahren zu Recherchezwecken als Senior zurück an die High School. Fast Times at Ridgemont High, so der spätere Titel des Buches, das eine weitgehend komödiantische Niederschrift realer Erlebnisse war, die Crowe mit „Gleichaltrigen“ während seiner Recherchezeit an der High School machte, wurde zu einem Bestseller und Grundlage für die Verfilmung durch Regisseurin Amy Heckerling, für die Crowe ebenfalls das Drehbuch schrieb. Der fertige Film, der im Herbst 1982 in den Kinos anlief, wurde ein großer Erfolg und diente vielen späteren Stars, unter ihnen Größen wie Sean Penn, Jennifer Jason Leigh und Nicolas Cage, als Karrieresprungbrett.
Crowes nächstes Projekt war das Drehbuch zu The Wild Life, in dem die Vorstellung einiger Higschoolabsolventen vom wilden Erwachsenenleben amüsant mit den Problemen des realen Lebens konfrontiert wird. Obwohl der Film thematisch an Fast Times anknüpfte, erreichte er 1984 dennoch nicht ganz dessen Erfolg. Unbeirrt folgte Crowe dem lukrativen Thema der Jugendfilme und sammelte 1989 mit Teen Lover (Say Anything...), einer Verfilmung seines eigenen Drehbuchs, seine ersten Regieerfahrungen. Die einfühlsame, aber auch mit komödiantischen Aspekten versehene Geschichte über den Außenseiter, der die Beziehung zur unnahbaren Schönheit seiner Schule sucht, hatte wieder mehr Erfolg beim Zuschauer, als es noch bei Wild Life der Fall gewesen war.
1992 folgte unter seiner Regie mit Singles ein weiterer Jugendfilm nach eigenem Drehbuch, der diesmal als romantische Komödie das Singleleben einiger Mittzwanziger in Seattles pulsierender Musikszene beleuchtete. Erfolgsmäßig passte auch Singles gut in die Reihe seiner bisherigen Filme, nachdem er sowohl bei Zuschauern als auch Kritikern gleich gut aufgenommen worden war. Dies lag vor allem daran, dass Crowe in einer Zeit, in der Teenager-Komödien hauptsächlich aus Sex-Witzchen bestanden, in seinen Filmen auf glaubwürdige und vielschichtige Charaktere setzte.
Sein bis dahin größter Erfolg gelang Crowe jedoch 1996 mit Jerry Maguire. Mit der Geschichte des erfolgreichen ledigen Sportagenten, der durch eine Sinnkrise seinen Job verliert, sich dann aber an der Seite einer frischen Liebe einen neuen Platz im Leben erkämpft, hatte er sich erstmals auf erwachseneres Gebiet gewagt.
Obwohl ihm nach diesem Erfolg im Filmgeschäft alle Möglichkeiten offenstanden, nahm er eine fast zweijährige Auszeit, um an einem Buch über den legendären Regisseur Billy Wilder zu schreiben. Wilder war nach dem Tode Bangs im Jahre 1982 und seinem erwachten Interesse am Film zur neuen Idolfigur und Inspirationsquelle avanciert. Conversations With Wilder wurde daher zu einer Zusammenstellung verschiedener Interviews mit Wilder, die seine Gedanken dokumentieren und für die Nachwelt erhalten sollte und im November 1999 veröffentlicht wurde.

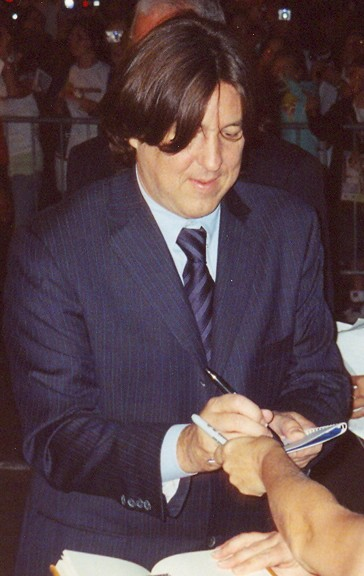
Cameron Crowe (2005)

Crowes Privatleben verlief ähnlich erfolgreich, da es immer mehr mit dem Berufsleben verschmolz und beide Bereiche voneinander profitierten. Antrieb dieser Verbindung wurde Nancy Wilson, eine Rockmusikerin, die er 1982 bei den Dreharbeiten zu Fast Times kennengelernt hatte. Beide verstanden sich auch privat so gut, dass sie 1986 heirateten. Ihrer beider gemeinsamer Arbeit entsprang ein Großteil der Filmmusik in Crowes Filmen, die dort immer von besonderer Bedeutung war. Aus der Ehe gingen zwei Kinder, die Zwillinge William James Crowe (benannt nach Billy Wilder und Camerons verstorbenem Vater James) und Curtis Wilson Crowe (eine Ehrerweisung an seine Frau und Pearl-Jam-Manager Kelly Curtis, der Crowe erstmals seiner späteren Frau vorgestellt hatte), hervor. Die Geburt der beiden Jungen fiel genau in die Dreharbeiten zu Almost Famous, dem wahrscheinlich persönlichsten und intimsten Werk seines Schaffens.
Mit Almost Famous arbeitete Crowe in fast autobiographischer Weise seine Karriere im Rockjournalismus rund um das Rolling Stone Magazine auf, einen etwa zehn Jahre langen und äußerst turbulenten, wenngleich auch unheimlich lehrsamen Lebensabschnitt. Fast 20 Jahre lang hatte er von der ersten Idee bis zu dem Zeitpunkt, an dem er sich reif genug fühlte und den Mut dazu hatte, das „Meisterwerk“ zu beginnen, gebraucht. Der Mut und die Arbeit mit talentierten (Nachwuchs-)Schauspielern wie Patrick Fugit (William Miller), Kate Hudson (Penny Lane), Billy Crudup (Russell Hammond), Frances McDormand (Elaine Miller) und Philip Seymour Hoffman (Lester Bangs) machten sich für ihn mehr als nur bezahlt. Hatte Crowe bislang einige kleinere regionale und nationale Auszeichnungen für seine Filme erhalten, war er mit Jerry Maguire bereits in fünf Kategorien (u. a. „Bestes Drehbuch“ und „Bester Film“) für die Oscar-Verleihung nominiert. Einen Oscar erhielt er allerdings erst 2001 für Almost Famous in der Kategorie „Bestes Drehbuch“, nachdem der Film bereits finanziell ein voller Erfolg war. Dem Oscar vorausgegangen war ein sehr begehrter Golden Globe für den „Besten Film“ in der Kategorie „Komödie/Musical“. Die schauspielerische Leistung von Kate Hudson wurde mit einem Golden Globe für die „Beste Nebendarstellerin“ geehrt. Zudem gelang es Crowe mit dem Film auch, eine Versöhnung zwischen seiner Schwester und seiner Mutter herbeizuführen, die zuvor jahrelang keinen Kontakt hatten.
Im Dezember 2001 brachte Crowe mit Vanilla Sky seinen fünften Film in die Kinos. Die Neuverfilmung des spanischen Thrillers Abre los ojos erzählt von einem Playboy aus reichem Hause, den ein tragischer Autounfall aus seinem komplizierten Beziehungsgeflecht reißt und der daraufhin den Weg zurück zu einem geordneten (Liebes-)Leben sucht. Wenngleich der Film keine Auszeichnungen erhielt, war er doch sowohl bei Kritik und Publikum gleichermaßen erfolgreich. 2005 folgte Elizabethtown, eine Tragikomödie mit Kirsten Dunst und Orlando Bloom in den Hauptrollen.

## Filmografie (Auswahl)
als Drehbuchautor
- 1981: Ich glaub’, ich steh’ im Wald (Fast Times at Ridgemont High)
- 1984: Wild Life (The Wild Life)
- 1996: Jerry Maguire – Spiel des Lebens (Jerry Maguire)
- 2000: Almost Famous – Fast berühmt (Almost Famous)
- 2005: Elizabethtown
- 2015: Aloha – Die Chance auf Glück (Aloha)

als Regisseur
- 1989: Teen Lover (Say Anything...)
- 1992: Singles – Gemeinsam einsam (Singles)
- 1996: Jerry Maguire – Spiel des Lebens (Jerry Maguire)
- 2000: Almost Famous – Fast berühmt (Almost Famous)
- 2001: Vanilla Sky
- 2005: Elizabethtown
- 2009: The Fixer (Musikvideo)
- 2011: The Union (Dokumentarfilm)
- 2011: Wir kaufen einen Zoo (We Bought a Zoo)
- 2011: PJ20 (Dokumentarfilm über die Band Pearl Jam)
- 2015: Aloha – Die Chance auf Glück (Aloha)

als Produzent
- 2000: Almost Famous – Fast berühmt (Almost Famous)

## Schriften
- Hat es Spaß gemacht, Mr. Wilder? Gespräche mit Billy Wilder. Kampa Verlag, Zürich 2019, ISBN 978-3-311-14008-5.